# Sociedad Española de Socorros Mutuos (Ciudad de Corrientes)
El 29 de mayo de 1881, un grupo de españoles forma en la ciudad de Corrientes, Argentina, la Sociedad Española de Socorros Mutuos y Beneficencia, con el objeto de ayudar a todo connacional que lo necesitara. La misma estaba presidida por el Sr. Isidro Odena, que se aboca en primer término a conseguir asistencia médica para los socios (en sus inicios contaba con entre 40 y 50 socios). En 1885, la Sociedad se unifica con otra existente llamada Centro Gallego, y el número de socios alcanza los ochenta.
Por esos años, la Presidencia de la República Argentina se encontraba en manos de Julio A. Roca (1880 y 1886). Durante ese periodo se evidenció una inmigración masiva de italianos, españoles y, en menor medida, alemanes, franceses, entre otros. Entre 1850 y 1890, el número de habitantes del país se triplicó.
El Estado Nacional acompañó el proceso de arribo de inmigrantes con leyes, como por ejemplo la Ley de Educación Primaria, obligatoria, gratuita y laica, y también la Ley de Inmigración sancionada en 1876, por el presidente Nicolás Avellaneda
Con las ideas traídas por los propios inmigrantes, comenzaron a formarse dos tipos de asociaciones mutuales: las de oficio y las agrupadas por base étnica. A la Sociedad Española se la puede encontrar en el segundo tipo de asociaciones.

El 31 de marzo de 1901, en asamblea extraordinaria presidida por Don Juan Aguirre, se decidió adquirir un terreno para la construcción de la sede social. El edificio fue fundado en 1906 y se encuentra situado en la calle Mendoza 530, espacio en el que aún funciona la institución. 
Entre los años 1920 y 1930 se incrementa el número de socios con la llegada de inmigrantes de toda España.Vinieron comerciantes, artesanos, médicos, abogados, etc., que se instalaron con sus familias en la capital e interior de la provincia. En ese periodo España vivía una crisis económica e inestabilidad política que desembocó en el golpe de Estado del General Miguel Primo de Rivera, el 13 de septiembre de 1923.
En asamblea del 11 de agosto de 1935 se aprueba la modificación del local social, reformándolo como teatro, con capacidad para 800 localidades. 

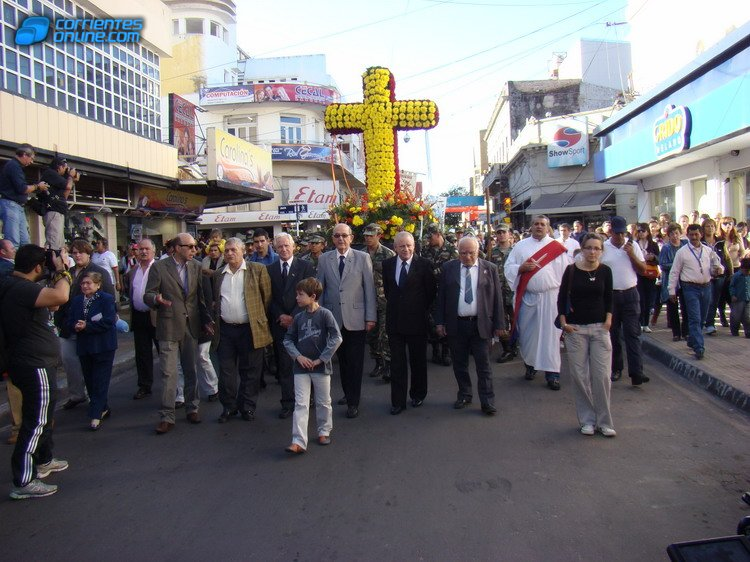
Festejo de la fundación de Corrientes para la conmemoración de la cruz de los milagros. La Sociedad Española participa con la cruz de flores con los colores de la bandera española desde hace más de 40 años.

Durante los años de la guerra civil, los residentes con ideologías tanto Fascistas como Comunistas se separan creando la Casa de España, donde se reunían los adherentes al nuevo régimen. Terminada dicha Guerra en España, la comisión de la Sociedad invita a volver al seno de la identidad con la condición de no hablar de política.
En 1949 el Centro Español se convierte en Casino Español, modificando el teatro en sala para fiestas y juegos. El edificio en la actualidad, al desaparecer el casino, continúa a cargo de la Sociedad Española de Socorros Mutuos. Hoy en día, funciona como una institución para preservar la cultura española y se encuentra presidida por el Vicecónsul Honorario del Reino de España Aragües Alegre, Valentín.